# Umbranymphes spinosa
Umbranymphes spinosa är en insektsart som beskrevs av Tim R. New 1988. Umbranymphes spinosa ingår i släktet Umbranymphes och familjen Nymphidae. Inga underarter finns listade i Catalogue of Life.